# Lénina (Novoplàtnirovskaia)
|  | Per a altres significats, vegeu «Lénina». |

Lénina - Ленина (rus) - és un khútor del krai de Krasnodar, a Rússia. És a la vora dreta del Txelbas, a 23 km al sud de Leningràdskaia i a 124 km al nord de Krasnodar. Pertany a l'stanitsa de Novoplàtnirovskaia.